# Paramore
Paramore ist eine Alternative-Rock-Band aus Franklin, Tennessee. Ihr Debütalbum mit dem Namen All We Know Is Falling wurde am 26. Juli 2005 in den Vereinigten Staaten veröffentlicht. Paramore war der Geburtsname der Mutter eines ehemaligen Bassisten der Band. Weil dieser Name der Sängerin Hayley Williams und den weiteren Bandmitgliedern gut gefiel, benannten sie die Band danach. Dass der Name Paramore auch ein Homophon des veralteten englischen Wortes Paramour (dt. Geliebte/r) ist, fiel der Band erst später auf. Die Band steht bei dem Label Fueled by Ramen unter Vertrag.

## Bandgeschichte

### 2002–2004: Gründung und Plattenvertrag

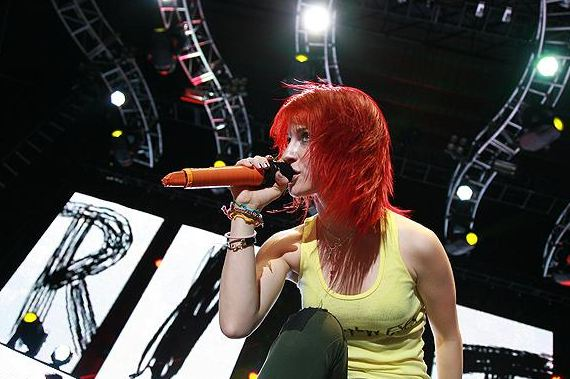
Hayley Williams im Juli 2010 auf der Honda Civic Tour

2002, im Alter von 13 Jahren, zog Hayley Williams aus ihrem Heimatort Meridian, Mississippi nach Franklin, Tennessee, wo sie eine private Schule besuchte, in welcher sie die Brüder Josh und Zac Farro kennenlernte. Kurz darauf nahm sie Gesangsunterricht bei Brett Manning. Bevor Paramore gegründet wurde, betätigten sich Williams und der spätere Bassist der Band, Jeremy Davis, in einer Funk-Band namens The Factory, welche überwiegend Cover-Songs spielte. 2004 wurde Paramore dann offiziell von Hayley Williams (Gesang), Josh Farro (Gitarre), Zac Farro (Schlagzeug) und Jeremy Davis (Bass) gegründet. Schon zuvor hatten die Farro-Brüder und Davis gemeinsam musiziert, allerdings keinen Sänger gefunden. Wenig später stieß Williams’ Nachbar Jason Bynum als Rhythmus-Gitarrist dazu. Laut Williams stammt der Bandname vom Geburtsnamen der Mutter eines früheren Bassisten, der ihnen gut gefallen habe. Ein Jahr später hätten sie herausgefunden, dass er ein Homophon des englisch-französischen Begriffes „paramour“ (par amour) ist, welches Geliebte/r oder Liebhaber/in bedeutet.
Zu ihrem Plattenvertrag kam die Gruppe durch Sängerin Williams, welche von Atlantic Records bereits 2003 als Solokünstlerin unter Vertrag genommen worden war. Williams selbst wurde von Kent Marcus und Jim Zumwalt, welche beide Anwälte der Manager Dave Steunebrink und Richard Williams waren, dem A&R von Atlantic Records, Tom Storms, vorgestellt. Steunebrink und Richard Williams hatten Hayley Williams ursprünglich entdeckt und bereits einen Produktionsvertrag mit ihr abgeschlossen, welcher später von Atlantic Records aufgekauft wurde, um aus Williams eine Popsängerin zu machen. Laut Steve Robertson, dem A&R der Band bei Atlantic, wehrte Williams sich jedoch gegen diesen Plan, da sie lieber Alternative-Rock-Musik mit einer Band hinter sich machen wollte. Die Vorsitzende des Labels, Julie Greenwald, beschloss schließlich, Williams’ Wunsch zu erfüllen. Das Management der Gruppe bestand schließlich aus Dave Steunebrink, Jeff Hanson und dessen Assistent Mark Mercado.
Ursprünglich sollte die Band ihre Musik bei Atlantic Records veröffentlichen, allerdings beschloss die Marketing-Abteilung, dass ein kleineres Plattenlabel für das Image der Gruppe besser geeignet sei und wählte dafür eines ihrer Sublabels, Fueled by Ramen, aus. Nachdem dessen CEO, John Janick, die Gruppe bei einigen Live-Auftritten beobachtet hatte, wurde schließlich im April 2005 ein Plattenvertrag mit Atlantic Records und Fueled by Ramen unterzeichnet.

### 2005–2006: DebütalbumAll We Know Is Falling

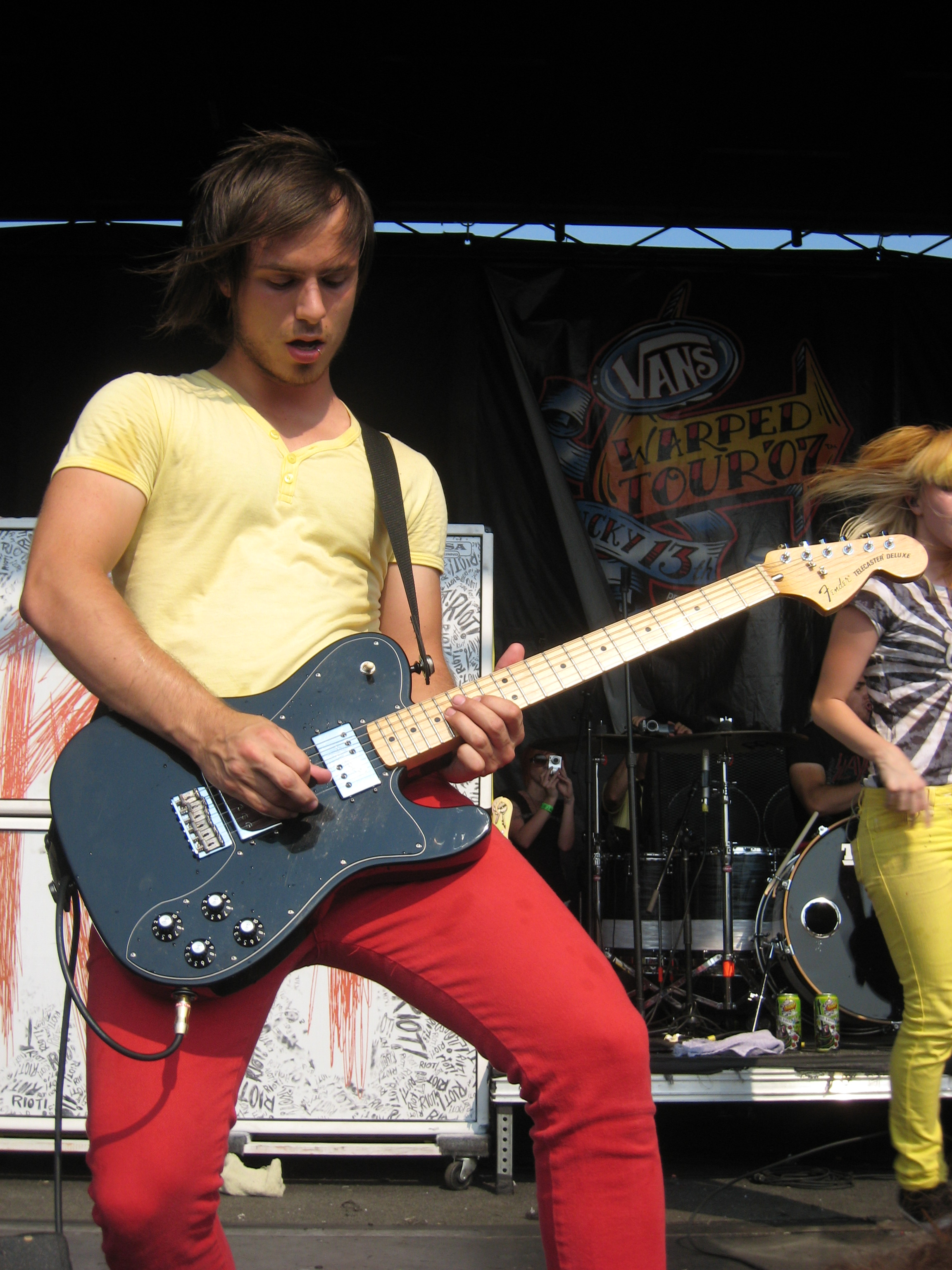
Josh Farro auf der Warped Tour 2007 im Tweeter Center at the Waterfront in Camden am 3. August 2007

Nach einigen Live-Auftritten, die die Band spielte, um bekannter zu werden, reisten sie nach Orlando, um dort ihr Debütalbum aufzunehmen. Kurz nach ihrem Eintreffen in der Stadt verließ Bassist Jeremy Davis aus persönlichen Gründen die Gruppe. Die restlichen Mitglieder führten die Arbeiten am Debütalbum fort und schrieben das Lied All We Know über den Ausstieg Davis’. Die Aufnahmen für das Album dauerten rund drei Wochen. Bevor die Musikgruppe schließlich zu touren begann, nahmen sie John Hembree in die Band auf, welcher Davis am Bass ersetzte. 2005 spielte die Band unter anderem auf der Warped Tour. Fünf Monate nach seinem Ausstieg aus der Band kehrte Jeremy Davis schließlich auf Bitten der anderen Bandmitglieder wieder zurück und ersetzte fortan seinen Nachfolger John Hembree. Am 26. Juli 2005 erschien in den USA das Debütalbum der Band, All We Know Is Falling. Dieses konnte sich nicht in den offiziellen Billboard-200-Charts platzieren, erreichte jedoch Rang 30 der Heatseekers-Charts. Als Singles wurden die Lieder Pressure (31. Juni 2005), Emergency (21. Oktober 2006) und All We Know (16. Dezember 2006) ausgekoppelt, welche jedoch allesamt eine Chartplatzierung verfehlten.
Nachdem ihr Debütalbum am 24. April im Vereinigten Königreich veröffentlicht worden war, stieg es dort in die Charts ein und erreichte Rang 51, jedoch erst nachdem ihr 2009 veröffentlichtes Album Brand New Eyes die Chartspitze erreichte. Im Juli 2006 wurde zudem bekannt, dass der bisherige Rhythmus-Gitarrist Jason Bynum durch Hunter Lamb ersetzt worden ist. Nachdem die Band 2006 auf vielen Festivals gespielt hatte (Warped Tour), verließ Hunter Lamb zu Beginn des Jahres 2007 die Gruppe wieder, um zu heiraten. Die Band führte ihre Karriere danach als Quartett fort.

### 2007–2008: Zweites StudioalbumRiot!und Durchbruch mit „Twilight“

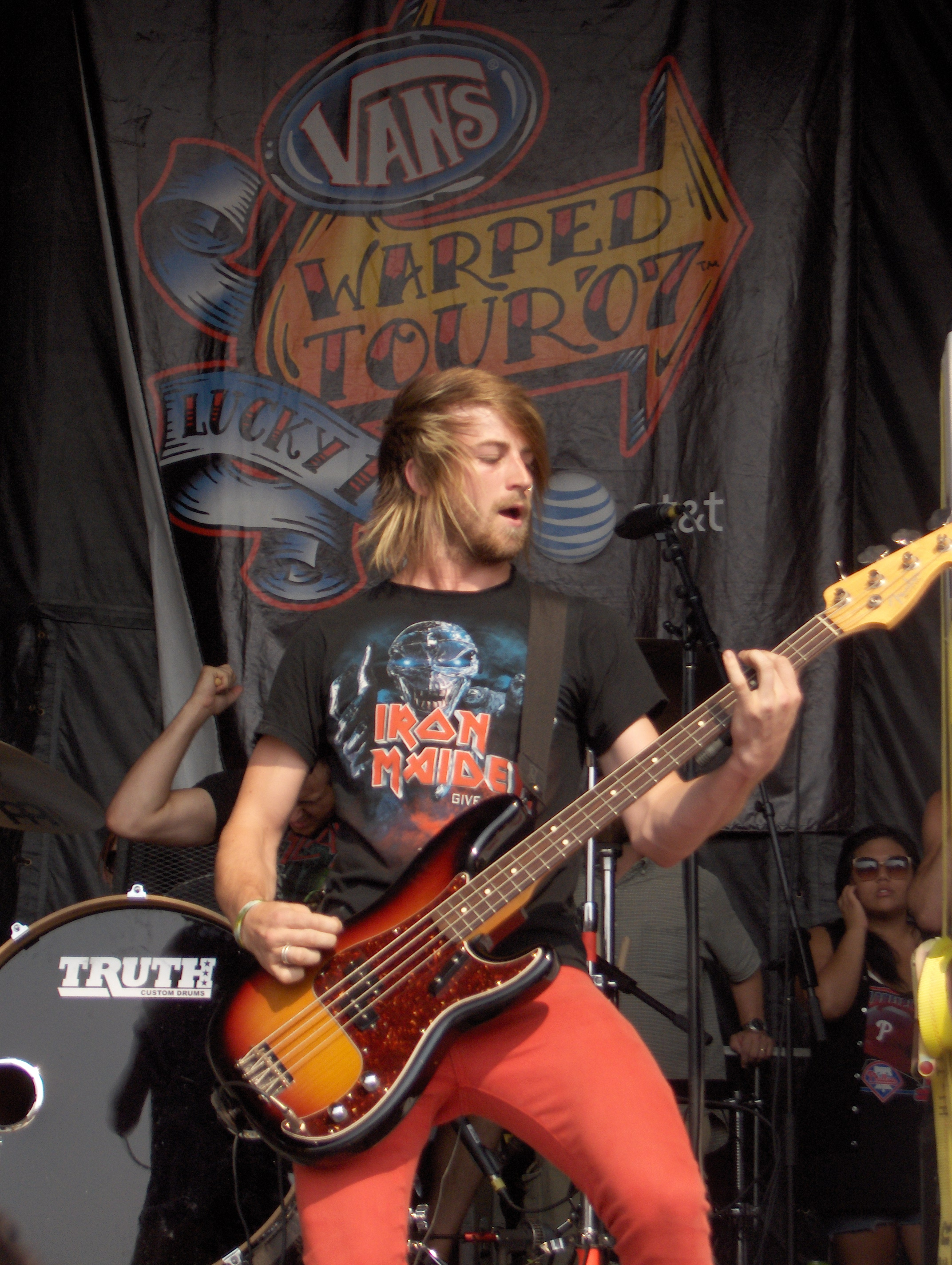
Bassist Jeremy Davis während der Warped Tour 2007

Nachdem Rhythmus-Gitarrist Lamb die Band Anfang 2007 verlassen hatte, nahm die Gruppe von Januar bis März des Jahres ihr zweites Album auf. Bei der Produktion übernahm Lead-Gitarrist Josh Farro beide Gitarrenparts. Zudem sagte Farro 2007 in einem Interview, dass Bassist Davis kurzzeitig aus der Band ausgeschlossen worden sei, da er eine mangelnde Arbeitseinstellung gezeigt habe. Davis wird im Booklet des Albums allerdings trotzdem als Bassist aufgeführt. Nach Beendigung der Aufnahmen für den Nachfolger für All We Know Is Falling ersetzte Taylor York Hunter Lamb als Rhythmus-Gitarrist. York war bereits vor der offiziellen Gründung der Band Teil dieser gewesen. Am 12. Juni 2007 wurde dann das zweite Studioalbum der Band unter dem Namen Riot! veröffentlicht. Es erreichte Rang 15 in den USA und hielt sich dort insgesamt 78 Wochen. Auch in weiten Teilen Europas konnte die Band sich erstmals in den Charts platzieren. Nachdem das Album in Großbritannien bereits am 11. Juni veröffentlicht worden war, erreichte es dort Platz 24. In Deutschland, wo die CD erst am 29. Februar 2008 erschien, stieg es bis auf Platz 63 der Charts. Als Singles wurden vier Lieder ausgekoppelt, das erste davon, Misery Business, am 21. Juni 2007. Am 10. September erschien die zweite Single Hallelujah. Nachdem die Band 2007 erneut an der Warped Tour teilgenommen hatte, veröffentlichte sie am 26. November ihre dritte Auskopplung des Albums, Crushcrushcrush. Bei den am 10. Februar 2008 stattfindenden Grammy Awards 2008 war die Gruppe zudem für einen Grammy in der Kategorie Best New Artist nominiert, verlor jedoch gegen die britische Soul-Sängerin Amy Winehouse. Anfang Februar 2008 begann die Band auch eine Europa-Tour, die sie jedoch am 21. Februar abbrach, um persönliche Probleme innerhalb der Gruppe zu klären. Bereits zuvor hatte es Gerüchte um eine Trennung der Band gegeben, als Gitarrist Josh Farro sich in einem Interview negativ über die mediale Präsenz von Sängerin Hayley Williams geäußert hatte, die oftmals im Fokus der Berichterstattung über die Band stand. Am 5. Mai 2008 erschien dann die letzte Single des Albums, That’s What You Get. Seit Mai tourte die Band auch wieder in Europa und startete ihre The Final Riot!-Tour. Am 16. November erschien dann das Lied Decode, welches Teil des Soundtracks zum Film Twilight – Biss zum Morgengrauen war. Das Lied wurde, genau wie der Soundtrack, äußerst erfolgreich und machte die Band auch außerhalb der USA berühmt. Auf dem Soundtrack-Album des Filmes, welcher in den Vereinigten Staaten als Phänomen gehandelt wurde und eine nicht erwartete Popularität auslöste, ist neben Decode noch ein zweites Paramore-Lied zu finden, I Caught Myself. Am 24. November erschien schließlich das zweite Live-Album der Gruppe. The Final Riot! schaffte es bis auf Rang 88 in den USA.

### 2009–2010: Drittes StudioalbumBrand New Eyesund Tourneen

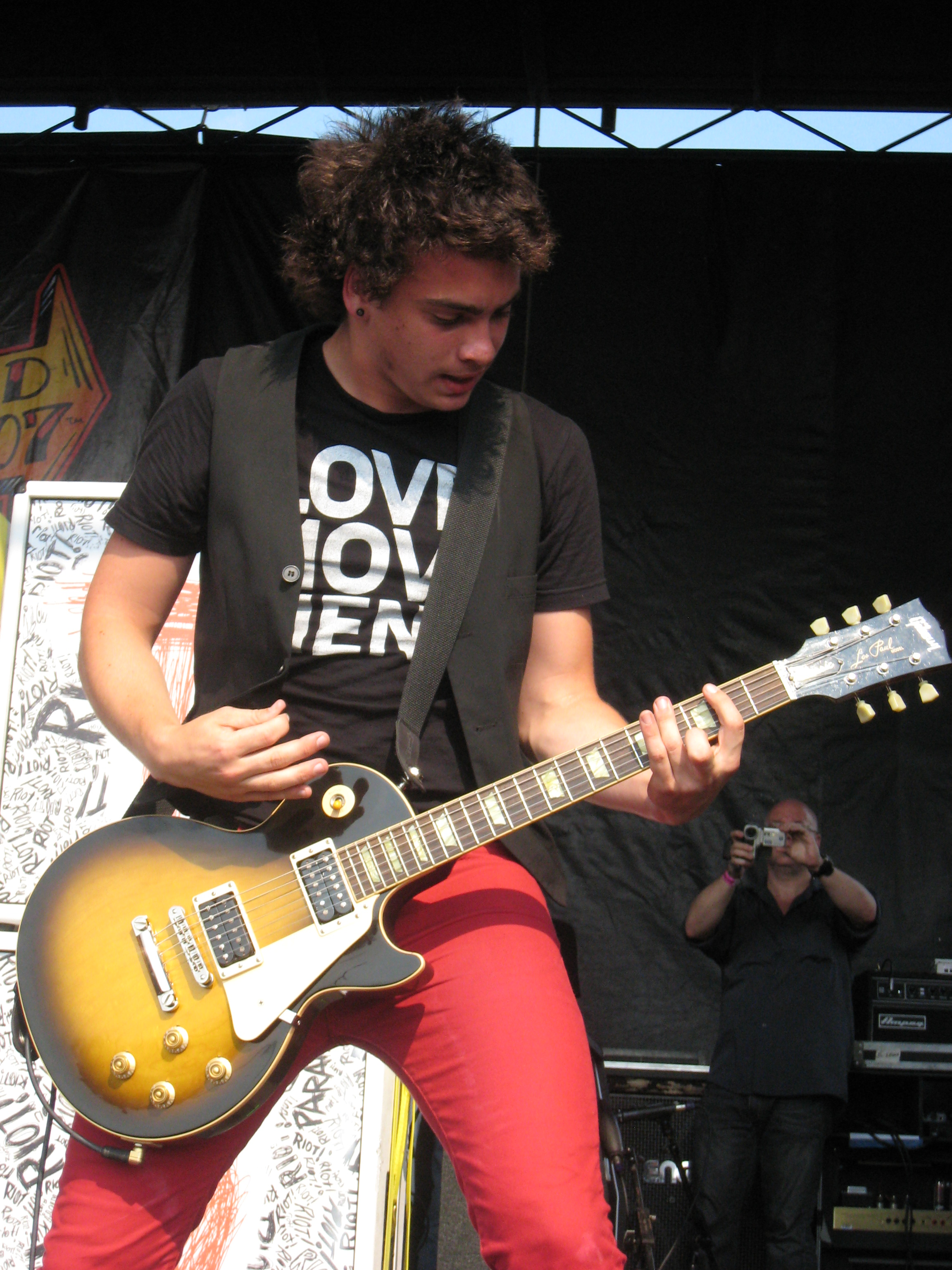
Taylor York während der Warped Tour 2007

Zu Beginn des Jahres 2009 stellte die Band ihr drittes Studioalbum fertig. Am 7. Juli 2009 wurde schließlich die erste Single, Ignorance veröffentlicht. Diese erreichte Rang 14 im Vereinigten Königreich, was sie dort zum erfolgreichsten Lied der Band macht. Nach der Veröffentlichung ihres dritten Albums Brand New Eyes am 25. September 2009 stieg dieses in Deutschland bis auf Platz 7 in den Charts. In Großbritannien und den USA, wo die CD wenige Tage später erschien, erreichte das Album Rang eins bzw. zwei. Brand New Eyes stellte somit den endgültigen Durchbruch der Band dar. Am 23. November veröffentlichte die Gruppe ein weiteres Lied, Brick by Boring Brick. Zuvor hatte sie am 29. September 2009 ihre Brand New Eyes World Tour begonnen, welche insgesamt 165 Shows umfasste und erst am 7. September 2011 endete. Nachdem Sängerin Williams während des ersten Konzertes jedoch die Stimme versagte, verschob man daraufhin einige Shows, sodass die Tour dann am 10. Oktober weiterging. Bei der Sängerin hatte man die Kehlkopfentzündung Laryngitis diagnostiziert. Im Februar erschien die Single The Only Exception, welche mit Platz 24 die bisher erfolgreichste der Band in den USA ist.
Das Jahr 2010 begann die Gruppe mit der Fortsetzung ihrer Welttournee. Bei 16 Shows, die vom 10. Februar bis zum 9. März 2010 in Asien und Ozeanien stattfanden, war Gitarrist Josh Farro nicht dabei, da er mit den Planungen für seine bevorstehende Hochzeit beschäftigt war. Für diesen Zeitraum ersetzte ihn Justin York, der Bruder von Rhythmus-Gitarrist Taylor York. Als am 23. April 2010 ein weiterer Teil ihrer Tournee startete, trat die Band wieder in gewohnter Formation auf. Im Juni und Juli des Jahres spielten sie einige Shows in Europa, unter anderem auch in Deutschland. Vom 23. Juli bis zum 19. September 2010 waren sie Headliner der Honda Civic Tour. Nachdem die Band schließlich im Oktober acht Shows in Ozeanien und Asien gespielt hatte, begann am 6. November ihre Tour durch Großbritannien und Irland, welche sie am 20. November nach zehn Konzerten abschlossen. Anschließend waren sie Teil der in den USA sehr bekannten Jingle-Ball-Tour, welche von amerikanischen Radiosendern organisiert wird und immer in der Zeit vor Weihnachten stattfindet.

#### Josh und Zac Farros Ausstieg aus der Band
Am 10. Dezember 2010 wurde auf der offiziellen Internetseite eine Nachricht von Williams, York und Davis gepostet, wonach die Farro-Brüder die Band verlassen hätten. Weiter hieß es in dem Eintrag, dass Josh und Zac die restlichen Mitglieder bereits vor einigen Monaten hätten wissen lassen, dass sie die Gruppe nach der Show in Orlando verlassen würden. Zudem hätten der Gitarrist und der Schlagzeuger in letzter Zeit nicht mehr den Eindruck gemacht, dass sie wirklich noch ein Teil der Band sein wollen, weshalb auch keiner von ihnen bezüglich ihrer Entscheidung geschockt gewesen wäre. Außerdem ließen Williams, York und Davis die Fans wissen, dass sie keinerlei Gedanken an eine endgültige Trennung der gesamten Band verschwendeten. Zudem würden die restlichen Shows ihrer Tournee wie geplant stattfinden. Wenig später reagierte Josh Farro auf die Nachricht seiner ehemaligen Bandkollegen. Seine Version unterschied sich von der vorherigen Bekanntmachung. Laut Farro sei die Band lediglich ein fabriziertes Produkt eines Major-Labels, zudem würde Frontfrau Williams von ihrem Management manipuliert werden. Die Sängerin sei von Anfang an die einzige gewesen, die einen Vertrag beim Label Atlantic Records gehabt habe, die restlichen Mitglieder seien immer nur Mitstreiter bei der Verwirklichung ihres Traumes gewesen. Am 30. Dezember 2010 wurde unter dem Namen Paramore: The Last Word wiederum ein Interview mit den verbliebenen Mitgliedern aufgezeichnet, bei dem diese sich zu den Aussagen Farros äußerten. Bei dem Interview, welches am 7. Januar 2011 ausgestrahlt wurde, ließen sie wissen, dass Williams zu Beginn ihrer Karriere tatsächlich die einzige mit einem Plattenvertrag gewesen sei. Allerdings sagten sie auch, dass sie diese Dinge als irrelevant einschätzten und auch nie ein Geheimnis daraus gemacht hätten.

### 2011: Viertes StudioalbumParamoreundParahoy!
Nachdem die Band bereits im Dezember verkündet hatte, nach den Südamerika- und Karibik-Konzerten ihrer Brand New Eyes World Tour eine Pause einzulegen, um Lieder für ihr bevorstehendes viertes Studioalbum zu schreiben, bestätigte sie dieses im Januar erneut. Der Ausstieg der zwei Gründungsmitglieder Josh und Zac Farro habe nichts an diesem Plan geändert. Vom 16. Februar 2011 bis zum 6. März desselben Jahres spielte die Band schließlich elf Shows in Südamerika und der Karibik, bevor sie anschließend im Studio einige Songs aufnahm, die man schließlich über den Sommer hinweg veröffentlichen wollte. Am 21. März 2011 gab Sängerin Williams bekannt, dass die Band mit Produzent Rob Cavallo im Studio sei, um einige neue Lieder aufzunehmen. Am 7. Juni 2011 erschien das erste Lied der Band ohne die Farro-Brüder: Monster war Teil des Soundtracks zum dritten Transformers-Film. Am 9. Juni wurde bekannt, dass die Gruppe begonnen habe, Lieder für ihr viertes Album zu schreiben. Diese wurden Ende des Jahres aufgenommen. Das neue Album solle Anfang 2012 erscheinen. Von Juli bis September schloss die Band ihre Welttournee ab und verkündete danach einen sogenannten Singles Club. Der Singles Club beinhaltete drei Lieder, welche in den nächsten drei Monaten veröffentlicht wurden: Renegade (11. Oktober 2011), Hello Cold World (7. November 2011) und In the Mourning (5. Dezember 2011). Am 14. Dezember erschien dann die Singles Club EP, welche neben den drei erwähnten Lieder noch das Lied Monster des Transformers-Soundtracks beinhaltete. Am 6. Dezember gab die Band bekannt, dass das vierte Studioalbum mit dem Namen „Paramore“ am 9. April 2013 erscheinen wird. Einen Tag später bestätigte Warner Music Germany, dass es in Deutschland bereits vier Tage früher, am 5. April, auf den Markt kommen wird. Am 22. Januar 2013 veröffentlichten Paramore die erste Single Now von ihrem vierten Studioalbum.
Zudem gab die Band bekannt, gemeinsam mit Bands wie Tegan and Sara und New Found Glory eine mehrtägige Tour auf einem Kreuzfahrtschiff (Norwegian Pearl) zu geben. Die Tour, genannt Parahoy!, fand Anfang März 2014 statt. Außerdem gab die Band Anfang 2014 u. a. via Twitter bekannt, gemeinsam eine Nordamerika-Tour namens Monumentour mit Fall Out Boy zu geben, welche von Juni bis August 2014 stattfand.
Bei der 57. Verleihung der alljährlichen Grammy Awards am 8. Februar 2015 wurde das von Hayley Williams und Taylor York geschriebene Lied Ain't It Fun als bester Rock-Song des Jahres ausgezeichnet.
Am 14. Dezember 2015 verließ Bassist Jeremy Davis die Band zum zweiten Mal. Im März 2016 verstrickte er sich in einen Rechtsstreit mit Paramore, bei denen es um Vorteile einer Mit-Inhaberschaft der Band mit Hayley Williams ging. Genaueres ist allerdings nicht bekannt.
Vom 5. bis 9. März 2016 fand die zweite Parahoy!-Tour (Parahoy!: The Second Voyage) auf einem Kreuzfahrtschiff statt, diesmal ging es Richtung Mexiko. Die Band nahm hier nur als Duo teil, wurde aber von einem umfangreichen Lineup wie beispielsweise New Found Glory oder CHVRCHES unterstützt.

### 2017: Fünftes StudioalbumAfter Laughter, Rückkehr von Zac Farro und Europa-Tour
Im Sommer 2016 veröffentlichte die Band u. a. auf ihrem Instagram-Account Fotos, die sie bei Aufnahmen im Studio zeigen. Am 11. Juni 2016 lud Paramore außerdem ein Foto auf Instagram hoch, auf dem der ehemalige Schlagzeuger Zac Farro zu sehen ist. Über weitere indirekte Andeutungen, Fotos sowie dem Merchandise „I'm Back“ gab die Band bekannt, dass Farro die Band nun wieder unterstützen würde und wieder ein offizielles Bandmitglied sei.
Am 19. April 2017 wurde die erste Single Hard Times veröffentlicht. Im selben Zug wurde auch das Album After Laughter angekündigt. Am 3. Mai 2017 wurde die zweite Single Told You So veröffentlicht. Das Album erschien schließlich am 12. Mai 2017.
Ab 15. Juni 2017 bereiste die Band auf ihrer „Tour One“ auch Europa. Dabei sind sie u. a. auch in Köln (24. Juni 2017), Berlin (2. Juli 2017) und in Hamburg (3. Juli 2017) aufgetreten.

### 2022–2023: Sechstes StudioalbumThis Is Why
Paramore veröffentlichte am 28. September 2022 ihren Song This Is Why sowie das dazugehörige Musikvideo im Stil der 1960er und 70er Jahre. In diesem Zug kündigte die Band auch an, am 10. Februar 2023 ihr gleichnamiges Album veröffentlichen zu wollen.
Von Oktober 2022 bis März 2023 fand eine Tour in Nord- und Südamerika statt.
Bei den Grammy Awards 2024 am 4. Februar 2024 wurden das Album sowie der Titelsong in den Kategorien „Best Rock Album“ beziehungsweise „Best Alternative Music Performance“ ausgezeichnet.
2024 war die Band Vorband auf den Konzerten von Taylor Swifts The Eras Tour.

## Diskografie
Studioalben

| Jahr | Titel Musiklabel                                | Höchstplatzierung, Gesamtwochen, AuszeichnungChartplatzierungen (Jahr, Titel, Musiklabel, Platzierungen, Wochen, Auszeichnungen, Anmerkungen) | Höchstplatzierung, Gesamtwochen, AuszeichnungChartplatzierungen (Jahr, Titel, Musiklabel, Platzierungen, Wochen, Auszeichnungen, Anmerkungen) | Höchstplatzierung, Gesamtwochen, AuszeichnungChartplatzierungen (Jahr, Titel, Musiklabel, Platzierungen, Wochen, Auszeichnungen, Anmerkungen) | Höchstplatzierung, Gesamtwochen, AuszeichnungChartplatzierungen (Jahr, Titel, Musiklabel, Platzierungen, Wochen, Auszeichnungen, Anmerkungen) | Höchstplatzierung, Gesamtwochen, AuszeichnungChartplatzierungen (Jahr, Titel, Musiklabel, Platzierungen, Wochen, Auszeichnungen, Anmerkungen) | Anmerkungen                                                    |
| Jahr | Titel Musiklabel                                | DE | AT | CH | UK | US | Anmerkungen                                                    |
| ---- | ----------------------------------------------- | --- | --- | --- | --- | --- | -------------------------------------------------------------- |
| 2005 | All We Know Is Falling Fueled by Ramen          | — | — | — | UK51 Gold · (3 Wo.)UK | US— GoldUS | Erstveröffentlichung: 26. Juli 2005 Verkäufe: + 635.000        |
| 2007 | Riot! Fueled by Ramen                           | DE63 (1 Wo.)DE | AT66 (1 Wo.)AT | — | UK24 Platin · (47 Wo.)UK | US15 ×3Dreifachplatin · (82 Wo.)US | Erstveröffentlichung: 12. Juni 2007 Verkäufe: + 3.435.000      |
| 2009 | Brand New Eyes Fueled by Ramen                  | DE7 (4 Wo.)DE | AT6 (7 Wo.)AT | CH15 (7 Wo.)CH | UK1 Platin · (52 Wo.)UK | US2 Platin · (59 Wo.)US | Erstveröffentlichung: 29. September 2009 Verkäufe: + 1.487.500 |
| 2013 | Paramore Atlantic Records/Fueled by Ramen       | DE8 (4 Wo.)DE | AT13 (5 Wo.)AT | CH18 (3 Wo.)CH | UK1 Platin · (26 Wo.)UK | US1 Platin · (76 Wo.)US | Erstveröffentlichung: 4. April 2013 Verkäufe: + 1.430.000      |
| 2017 | After Laughter Atlantic Records/Fueled by Ramen | DE18 (1 Wo.)DE | AT10 (1 Wo.)AT | CH29 (1 Wo.)CH | UK4 Gold · (20 Wo.)UK | US6 Gold · (13 Wo.)US | Erstveröffentlichung: 12. Mai 2017 Verkäufe: + 607.500         |
| 2023 | This Is Why Atlantic Records/Fueled by Ramen    | DE6 (1 Wo.)DE | AT16 (1 Wo.)AT | CH32 (1 Wo.)CH | UK1 Silber · (4 Wo.)UK | US2 (5 Wo.)US | Erstveröffentlichung: 10. Februar 2023 Verkäufe: + 60.000      |

## Auszeichnungen
- Grammy Awards
  - 2015: in der Kategorie „Best Rock Song“ (Ain't It Fun)
  - 2024: in den Kategorien „Best Rock Album“ (This Is Why) und „Best Alternative Music Performance“ (This Is Why)

- Kerrang! Awards
  - 2010: in der Kategorie „Best Album“ (Brand New Eyes)

- MTV Europe Music Awards
  - 2010: in der Kategorie „Best Alternative“

- MTV Video Music Brasil Awards
  - 2008: in der Kategorie „International Artist“

- NME Shockwaves Awards
  - 2010: in der Kategorie „Best International Band“

- People’s Choice Award
  - 2010: in der Kategorie „Favorite Rock Band“
  - 2011: in der Kategorie „Favorite Rock Band“

- Teen Choice Awards
  - 2008: in den Kategorien „Breakout Group“, „Rock Track“ (Crushcrushcrush) und „Rock Group“
  - 2009: in den Kategorien „Choice Rock Group“ und „Choice Rock Track“ (Decode)
  - 2010: in den Kategorien „Rock Group“, „Love Song“ (The Only Exception), „Rock Track“ (Ignorance) und „Album – Rock“ (Brand New Eyes)
  - 2011: in den Kategorien „Rock Group“ und „Rock Track“ (Monster)

- Woodie Awards
  - 2008: in der Kategorie „Woodie of the Year“